# 異劍齒虎屬
異劍齒虎（学名：Xenosmilus hodsonae），又名異劍虎或異刃虎，是劍齒虎亞科下的一屬。於1983年在美國佛羅里達州的阿拉楚阿縣發現了兩個接近完全的標本。於1994年驗證了這些化石後，發覺牠們是全新的屬，並且屬於似劍齒虎族。牠們生存於100萬年前，但不清楚何時出現及滅絕。屬下只有赫氏異劍齒虎。
異劍齒虎站立時與現今的獅差不多高，身體很粗壯，估計約有180-230公斤重。在發現異劍齒虎前，劍齒虎亞科一般分為兩類：有長的上犬齒及粗壯的四肢，與較短的犬齒及幼長的四肢。但異劍齒虎粗壯的四肢及體型，並較短的犬齒卻打破了這個分類。
發現異劍齒虎兩個標本的位點中，同時亦發現了大量西貒科骨頭。故相信牠們利用強壯的體型，獵殺這一類的動物。

## 外部連結
- Prehistoric cats and prehistoric cat-like creatures （页面存档备份，存于）
- Xenosmilus at the Northern Illinois University website